# Copa Interamericana 1978
La Copa Interamericana 1978 fue la sexta edición del torneo organizado entre Conmebol y Concacaf. Enfrentó, a partidos de ida y vuelta, entre el América de México y Boca Juniors de Argentina.
Ya que el reglamento contemplaba la definición del torneo por puntos (los dos tenían dos unidades por sus respectivas victorias), hubo la necesidad de un tercer duelo; sería el cuadro xeneize quien solicitó que este mismo se lo realice en el Estadio Azteca. El América se coronó campeón de este torneo con un gol de tiro libre, ejecutado por Carlos Reinoso en tiempo extra, dándole el primer título en la historia de esta copa a un equipo de la Concacaf.

## Clubes participantes
Se fueron decidiendo a lo largo de 1977 entre las dos máximas competiciones de las confederaciones del continente americano.
| Conmebol (Sudamérica)                       |  | Boca Juniors |  | Campeón de la Copa Libertadores (1977)                |
| Concacaf (Norte, Centroamérica y el Caribe) |  | América      |  | Campeón de la Copa de Campeones de la Concacaf (1977) |

## Resultados

### Partido de ida
| 1     | POR   | Hugo Gatti          |     |
| 4     | DEF   | Vicente Pernía      |     |
| 2     | DEF   | Francisco Sá        |     |
| 6     | DEF   | Roberto Mouzo       |     |
| 3     | DEF   | Miguel Ángel Bordón |     |
| 8     | MED   | Jorge Ribolzi       |     |
| 5     | MED   | Rubén Suñé          |     |
| 17    | MED   | Carlos Salinas      |     |
| 10    | MED   | Mario Zanabria      |     |
| 7     | DEL   | Ernesto Mastrángelo | 45' |
| 11    | DEL   | José Luis Saldaño   |     |
| D. T. | D. T. | Juan Carlos Lorenzo |     |

| 1     | POR   | Francisco Castrejón    |    |
|       | DEF   | René Trujillo          |    |
|       | DEF   | Alfredo Tena           |    |
|       | DEF   | Javier Sánchez Galindo |    |
| 5     | DEF   | Jesús Martínez         |    |
| 7     | MED   | Antonio de la Torre    |    |
|       | MED   | Cesáreo Victorino      |    |
| 10    | MED   | Hugo Kiese             |    |
|       | DEL   | Cristóbal Ortega       |    |
|       | DEL   | Ítalo Estupiñán        |    |
|       | DEL   | Agustín Manzo          | ?' |
| D. T. | D. T. | Raúl Cárdenas          |    |

| 9 | Delantero | Carlos Veglio | 45' |

|  | Delantero | Luizinho | ?' |

| 42' · 53' · 55' | Carlos Salinas Ernesto Mastrángelo | 1:0 2:0 3:0 |

| Principal | Ramón Barreto |

| 1     | POR   | Hugo Gatti          |     |
| 4     | DEF   | Vicente Pernía      |     |
| 2     | DEF   | Francisco Sá        |     |
| 6     | DEF   | Roberto Mouzo       |     |
| 3     | DEF   | Miguel Ángel Bordón |     |
| 8     | MED   | Jorge Ribolzi       |     |
| 5     | MED   | Rubén Suñé          |     |
| 17    | MED   | Carlos Salinas      |     |
| 10    | MED   | Mario Zanabria      |     |
| 7     | DEL   | Ernesto Mastrángelo | 45' |
| 11    | DEL   | José Luis Saldaño   |     |
| D. T. | D. T. | Juan Carlos Lorenzo |     |

| 1     | POR   | Francisco Castrejón    |    |
|       | DEF   | René Trujillo          |    |
|       | DEF   | Alfredo Tena           |    |
|       | DEF   | Javier Sánchez Galindo |    |
| 5     | DEF   | Jesús Martínez         |    |
| 7     | MED   | Antonio de la Torre    |    |
|       | MED   | Cesáreo Victorino      |    |
| 10    | MED   | Hugo Kiese             |    |
|       | DEL   | Cristóbal Ortega       |    |
|       | DEL   | Ítalo Estupiñán        |    |
|       | DEL   | Agustín Manzo          | ?' |
| D. T. | D. T. | Raúl Cárdenas          |    |

| 9 | Delantero | Carlos Veglio | 45' |

|  | Delantero | Luizinho | ?' |

| 42' · 53' · 55' | Carlos Salinas Ernesto Mastrángelo | 1:0 2:0 3:0 |

| Principal | Ramón Barreto |

| 1     | POR   | Hugo Gatti          |     |
| 4     | DEF   | Vicente Pernía      |     |
| 2     | DEF   | Francisco Sá        |     |
| 6     | DEF   | Roberto Mouzo       |     |
| 3     | DEF   | Miguel Ángel Bordón |     |
| 8     | MED   | Jorge Ribolzi       |     |
| 5     | MED   | Rubén Suñé          |     |
| 17    | MED   | Carlos Salinas      |     |
| 10    | MED   | Mario Zanabria      |     |
| 7     | DEL   | Ernesto Mastrángelo | 45' |
| 11    | DEL   | José Luis Saldaño   |     |
| D. T. | D. T. | Juan Carlos Lorenzo |     |

| 1     | POR   | Francisco Castrejón    |    |
|       | DEF   | René Trujillo          |    |
|       | DEF   | Alfredo Tena           |    |
|       | DEF   | Javier Sánchez Galindo |    |
| 5     | DEF   | Jesús Martínez         |    |
| 7     | MED   | Antonio de la Torre    |    |
|       | MED   | Cesáreo Victorino      |    |
| 10    | MED   | Hugo Kiese             |    |
|       | DEL   | Cristóbal Ortega       |    |
|       | DEL   | Ítalo Estupiñán        |    |
|       | DEL   | Agustín Manzo          | ?' |
| D. T. | D. T. | Raúl Cárdenas          |    |

| 9 | Delantero | Carlos Veglio | 45' |

|  | Delantero | Luizinho | ?' |

| 42' · 53' · 55' | Carlos Salinas Ernesto Mastrángelo | 1:0 2:0 3:0 |

| Principal | Ramón Barreto |

| 1     | POR   | Hugo Gatti          |     |
| 4     | DEF   | Vicente Pernía      |     |
| 2     | DEF   | Francisco Sá        |     |
| 6     | DEF   | Roberto Mouzo       |     |
| 3     | DEF   | Miguel Ángel Bordón |     |
| 8     | MED   | Jorge Ribolzi       |     |
| 5     | MED   | Rubén Suñé          |     |
| 17    | MED   | Carlos Salinas      |     |
| 10    | MED   | Mario Zanabria      |     |
| 7     | DEL   | Ernesto Mastrángelo | 45' |
| 11    | DEL   | José Luis Saldaño   |     |
| D. T. | D. T. | Juan Carlos Lorenzo |     |

| 1     | POR   | Francisco Castrejón    |    |
|       | DEF   | René Trujillo          |    |
|       | DEF   | Alfredo Tena           |    |
|       | DEF   | Javier Sánchez Galindo |    |
| 5     | DEF   | Jesús Martínez         |    |
| 7     | MED   | Antonio de la Torre    |    |
|       | MED   | Cesáreo Victorino      |    |
| 10    | MED   | Hugo Kiese             |    |
|       | DEL   | Cristóbal Ortega       |    |
|       | DEL   | Ítalo Estupiñán        |    |
|       | DEL   | Agustín Manzo          | ?' |
| D. T. | D. T. | Raúl Cárdenas          |    |

| 9 | Delantero | Carlos Veglio | 45' |

|  | Delantero | Luizinho | ?' |

| 42' · 53' · 55' | Carlos Salinas Ernesto Mastrángelo | 1:0 2:0 3:0 |

| Principal | Ramón Barreto |

### Partido de vuelta
| 1     | POR   | Francisco Castrejón    |     |
|       | DEF   | René Trujillo          |     |
|       | DEF   | Javier Sánchez Galindo |     |
|       | DEF   | Eduardo Rergis         |     |
| 5     | DEF   | Jesús Martínez         |     |
|       | MED   | Javier García López    | 66' |
| 7     | MED   | Antonio de la Torre    |     |
| 8     | MED   | Carlos Reinoso         |     |
| 10    | DEL   | Hugo Kiese             |     |
| 9     | DEL   | José de Jesús Aceves   |     |
|       | DEL   | Luizinho               | 66' |
| D. T. | D. T. | Raúl Cárdenas          |     |

| 1     | POR   | Hugo Gatti          |     |
| 4     | DEF   | Vicente Pernía      |     |
| 2     | DEF   | Francisco Sá        |     |
| 6     | DEF   | Roberto Mouzo       |     |
| 3     | DEF   | Miguel Ángel Bordón |     |
| 8     | MED   | Jorge Ribolzi       |     |
| 5     | MED   | Rubén Suñé          |     |
| 17    | MED   | Carlos Salinas      |     |
| 10    | MED   | Mario Zanabria      | 80' |
| 9     | DEL   | Carlos Veglio       | 80' |
| 7     | DEL   | Ernesto Mastrángelo |     |
| D. T. | D. T. | Juan Carlos Lorenzo |     |

|  | Delantero | Agustín Manzo   | 66' |
|  | Delantero | Ítalo Estupiñán | 66' |

|    | Delantero | Carlos Salguero | 80' |
| 21 | Delantero | Severiano Pavón | 80' |

| 76' | Hugo Kiese | 1:0 |

| Principal | Luis Siles |

| 1     | POR   | Francisco Castrejón    |     |
|       | DEF   | René Trujillo          |     |
|       | DEF   | Javier Sánchez Galindo |     |
|       | DEF   | Eduardo Rergis         |     |
| 5     | DEF   | Jesús Martínez         |     |
|       | MED   | Javier García López    | 66' |
| 7     | MED   | Antonio de la Torre    |     |
| 8     | MED   | Carlos Reinoso         |     |
| 10    | DEL   | Hugo Kiese             |     |
| 9     | DEL   | José de Jesús Aceves   |     |
|       | DEL   | Luizinho               | 66' |
| D. T. | D. T. | Raúl Cárdenas          |     |

| 1     | POR   | Hugo Gatti          |     |
| 4     | DEF   | Vicente Pernía      |     |
| 2     | DEF   | Francisco Sá        |     |
| 6     | DEF   | Roberto Mouzo       |     |
| 3     | DEF   | Miguel Ángel Bordón |     |
| 8     | MED   | Jorge Ribolzi       |     |
| 5     | MED   | Rubén Suñé          |     |
| 17    | MED   | Carlos Salinas      |     |
| 10    | MED   | Mario Zanabria      | 80' |
| 9     | DEL   | Carlos Veglio       | 80' |
| 7     | DEL   | Ernesto Mastrángelo |     |
| D. T. | D. T. | Juan Carlos Lorenzo |     |

|  | Delantero | Agustín Manzo   | 66' |
|  | Delantero | Ítalo Estupiñán | 66' |

|    | Delantero | Carlos Salguero | 80' |
| 21 | Delantero | Severiano Pavón | 80' |

| 76' | Hugo Kiese | 1:0 |

| Principal | Luis Siles |

| 1     | POR   | Francisco Castrejón    |     |
|       | DEF   | René Trujillo          |     |
|       | DEF   | Javier Sánchez Galindo |     |
|       | DEF   | Eduardo Rergis         |     |
| 5     | DEF   | Jesús Martínez         |     |
|       | MED   | Javier García López    | 66' |
| 7     | MED   | Antonio de la Torre    |     |
| 8     | MED   | Carlos Reinoso         |     |
| 10    | DEL   | Hugo Kiese             |     |
| 9     | DEL   | José de Jesús Aceves   |     |
|       | DEL   | Luizinho               | 66' |
| D. T. | D. T. | Raúl Cárdenas          |     |

| 1     | POR   | Hugo Gatti          |     |
| 4     | DEF   | Vicente Pernía      |     |
| 2     | DEF   | Francisco Sá        |     |
| 6     | DEF   | Roberto Mouzo       |     |
| 3     | DEF   | Miguel Ángel Bordón |     |
| 8     | MED   | Jorge Ribolzi       |     |
| 5     | MED   | Rubén Suñé          |     |
| 17    | MED   | Carlos Salinas      |     |
| 10    | MED   | Mario Zanabria      | 80' |
| 9     | DEL   | Carlos Veglio       | 80' |
| 7     | DEL   | Ernesto Mastrángelo |     |
| D. T. | D. T. | Juan Carlos Lorenzo |     |

|  | Delantero | Agustín Manzo   | 66' |
|  | Delantero | Ítalo Estupiñán | 66' |

|    | Delantero | Carlos Salguero | 80' |
| 21 | Delantero | Severiano Pavón | 80' |

| 76' | Hugo Kiese | 1:0 |

| Principal | Luis Siles |

| 1     | POR   | Francisco Castrejón    |     |
|       | DEF   | René Trujillo          |     |
|       | DEF   | Javier Sánchez Galindo |     |
|       | DEF   | Eduardo Rergis         |     |
| 5     | DEF   | Jesús Martínez         |     |
|       | MED   | Javier García López    | 66' |
| 7     | MED   | Antonio de la Torre    |     |
| 8     | MED   | Carlos Reinoso         |     |
| 10    | DEL   | Hugo Kiese             |     |
| 9     | DEL   | José de Jesús Aceves   |     |
|       | DEL   | Luizinho               | 66' |
| D. T. | D. T. | Raúl Cárdenas          |     |

| 1     | POR   | Hugo Gatti          |     |
| 4     | DEF   | Vicente Pernía      |     |
| 2     | DEF   | Francisco Sá        |     |
| 6     | DEF   | Roberto Mouzo       |     |
| 3     | DEF   | Miguel Ángel Bordón |     |
| 8     | MED   | Jorge Ribolzi       |     |
| 5     | MED   | Rubén Suñé          |     |
| 17    | MED   | Carlos Salinas      |     |
| 10    | MED   | Mario Zanabria      | 80' |
| 9     | DEL   | Carlos Veglio       | 80' |
| 7     | DEL   | Ernesto Mastrángelo |     |
| D. T. | D. T. | Juan Carlos Lorenzo |     |

|  | Delantero | Agustín Manzo   | 66' |
|  | Delantero | Ítalo Estupiñán | 66' |

|    | Delantero | Carlos Salguero | 80' |
| 21 | Delantero | Severiano Pavón | 80' |

| 76' | Hugo Kiese | 1:0 |

| Principal | Luis Siles |

### Partido de desempate
| 1     | POR   | Francisco Castrejón    |     |
|       | DEF   | René Trujillo          |     |
|       | DEF   | Javier Sánchez Galindo |     |
|       | DEF   | Eduardo Rergis         |     |
| 5     | DEF   | Jesús Martínez         |     |
|       | MED   | Javier García López    |     |
| 7     | MED   | Antonio de la Torre    |     |
| 8     | MED   | Carlos Reinoso         |     |
| 10    | MED   | Hugo Kiese             |     |
| 9     | DEL   | José de Jesús Aceves   | 67' |
|       | DEL   | Luizinho               | 67' |
| D. T. | D. T. | Raúl Cárdenas          |     |

| 1     | POR   | Hugo Gatti          |     |
| 4     | DEF   | Vicente Pernía      |     |
| 2     | DEF   | Francisco Sá        |     |
| 6     | DEF   | Roberto Mouzo       |     |
| 3     | DEF   | Miguel Ángel Bordón |     |
| 8     | MED   | Jorge Ribolzi       |     |
| 5     | MED   | Rubén Suñé          |     |
| 17    | MED   | Carlos Salinas      |     |
| 10    | MED   | Mario Zanabria      | 67' |
| 21    | DEL   | Severiano Pavón     | 89' |
| 7     | DEL   | Ernesto Mastrángelo |     |
| D. T. | D. T. | Juan Carlos Lorenzo |     |

|  | Defensa   | Alfredo Tena    | 67' |
|  | Delantero | Ítalo Estupiñán | 67' |

|  | Defensa   | Carlos Squeo    | 67' |
|  | Delantero | Carlos Salguero | 89' |

| 33' · 119' (t.l.) | José de Jesús Aceves Carlos Reinoso | 1:1 2:1 |

| 5' | Severiano Pavón | 0:1 |

| 59' | Eduardo Rergis |

| 43' | Carlos Salinas |

| Principal | Gino D'Ippolito |

| 1     | POR   | Francisco Castrejón    |     |
|       | DEF   | René Trujillo          |     |
|       | DEF   | Javier Sánchez Galindo |     |
|       | DEF   | Eduardo Rergis         |     |
| 5     | DEF   | Jesús Martínez         |     |
|       | MED   | Javier García López    |     |
| 7     | MED   | Antonio de la Torre    |     |
| 8     | MED   | Carlos Reinoso         |     |
| 10    | MED   | Hugo Kiese             |     |
| 9     | DEL   | José de Jesús Aceves   | 67' |
|       | DEL   | Luizinho               | 67' |
| D. T. | D. T. | Raúl Cárdenas          |     |

| 1     | POR   | Hugo Gatti          |     |
| 4     | DEF   | Vicente Pernía      |     |
| 2     | DEF   | Francisco Sá        |     |
| 6     | DEF   | Roberto Mouzo       |     |
| 3     | DEF   | Miguel Ángel Bordón |     |
| 8     | MED   | Jorge Ribolzi       |     |
| 5     | MED   | Rubén Suñé          |     |
| 17    | MED   | Carlos Salinas      |     |
| 10    | MED   | Mario Zanabria      | 67' |
| 21    | DEL   | Severiano Pavón     | 89' |
| 7     | DEL   | Ernesto Mastrángelo |     |
| D. T. | D. T. | Juan Carlos Lorenzo |     |

|  | Defensa   | Alfredo Tena    | 67' |
|  | Delantero | Ítalo Estupiñán | 67' |

|  | Defensa   | Carlos Squeo    | 67' |
|  | Delantero | Carlos Salguero | 89' |

| 33' · 119' (t.l.) | José de Jesús Aceves Carlos Reinoso | 1:1 2:1 |

| 5' | Severiano Pavón | 0:1 |

| 59' | Eduardo Rergis |

| 43' | Carlos Salinas |

| Principal | Gino D'Ippolito |

| 1     | POR   | Francisco Castrejón    |     |
|       | DEF   | René Trujillo          |     |
|       | DEF   | Javier Sánchez Galindo |     |
|       | DEF   | Eduardo Rergis         |     |
| 5     | DEF   | Jesús Martínez         |     |
|       | MED   | Javier García López    |     |
| 7     | MED   | Antonio de la Torre    |     |
| 8     | MED   | Carlos Reinoso         |     |
| 10    | MED   | Hugo Kiese             |     |
| 9     | DEL   | José de Jesús Aceves   | 67' |
|       | DEL   | Luizinho               | 67' |
| D. T. | D. T. | Raúl Cárdenas          |     |

| 1     | POR   | Hugo Gatti          |     |
| 4     | DEF   | Vicente Pernía      |     |
| 2     | DEF   | Francisco Sá        |     |
| 6     | DEF   | Roberto Mouzo       |     |
| 3     | DEF   | Miguel Ángel Bordón |     |
| 8     | MED   | Jorge Ribolzi       |     |
| 5     | MED   | Rubén Suñé          |     |
| 17    | MED   | Carlos Salinas      |     |
| 10    | MED   | Mario Zanabria      | 67' |
| 21    | DEL   | Severiano Pavón     | 89' |
| 7     | DEL   | Ernesto Mastrángelo |     |
| D. T. | D. T. | Juan Carlos Lorenzo |     |

|  | Defensa   | Alfredo Tena    | 67' |
|  | Delantero | Ítalo Estupiñán | 67' |

|  | Defensa   | Carlos Squeo    | 67' |
|  | Delantero | Carlos Salguero | 89' |

| 33' · 119' (t.l.) | José de Jesús Aceves Carlos Reinoso | 1:1 2:1 |

| 5' | Severiano Pavón | 0:1 |

| 59' | Eduardo Rergis |

| 43' | Carlos Salinas |

| Principal | Gino D'Ippolito |

| 1     | POR   | Francisco Castrejón    |     |
|       | DEF   | René Trujillo          |     |
|       | DEF   | Javier Sánchez Galindo |     |
|       | DEF   | Eduardo Rergis         |     |
| 5     | DEF   | Jesús Martínez         |     |
|       | MED   | Javier García López    |     |
| 7     | MED   | Antonio de la Torre    |     |
| 8     | MED   | Carlos Reinoso         |     |
| 10    | MED   | Hugo Kiese             |     |
| 9     | DEL   | José de Jesús Aceves   | 67' |
|       | DEL   | Luizinho               | 67' |
| D. T. | D. T. | Raúl Cárdenas          |     |

| 1     | POR   | Hugo Gatti          |     |
| 4     | DEF   | Vicente Pernía      |     |
| 2     | DEF   | Francisco Sá        |     |
| 6     | DEF   | Roberto Mouzo       |     |
| 3     | DEF   | Miguel Ángel Bordón |     |
| 8     | MED   | Jorge Ribolzi       |     |
| 5     | MED   | Rubén Suñé          |     |
| 17    | MED   | Carlos Salinas      |     |
| 10    | MED   | Mario Zanabria      | 67' |
| 21    | DEL   | Severiano Pavón     | 89' |
| 7     | DEL   | Ernesto Mastrángelo |     |
| D. T. | D. T. | Juan Carlos Lorenzo |     |

|  | Defensa   | Alfredo Tena    | 67' |
|  | Delantero | Ítalo Estupiñán | 67' |

|  | Defensa   | Carlos Squeo    | 67' |
|  | Delantero | Carlos Salguero | 89' |

| 33' · 119' (t.l.) | José de Jesús Aceves Carlos Reinoso | 1:1 2:1 |

| 5' | Severiano Pavón | 0:1 |

| 59' | Eduardo Rergis |

| 43' | Carlos Salinas |

| Principal | Gino D'Ippolito |

|                                  |
| Bandera de México                |
| Campeón Club América 1.er título |